# 15 cm schwere Feldhaubitze 13/1 (Selbstfahrlafette) Geschützwagen Lorraine Schlepper (f)
Il 15 cm schwere Feldhaubitze 13/1 (Selbstfahrlafette) Geschützwagen Lorraine Schlepper (f), abbreviato in 15 cm sFH 13/1 (Sf) LrS, il cui numero d'identificazione era Sd.Kfz. 135/1, è stato un semovente d'artiglieria tedesco comparso durante la seconda guerra mondiale. Realizzato in meno di cento esemplari, il semovente fu uno dei diversi veicoli blindati prodotti dalla Germania nazista con il riutilizzo di materiali catturati oppure obsoleti: si trattava di un vecchio trattore d'artiglieria francese Lorraine 37L al quale era stato accoppiato un obice pesante campale sFH 13 da 150 mm, senza alcuna altra modifica sostanziale.
Il mezzo fu utilizzato prevalentemente in Nordafrica dal DAK del generale Erwin Rommel e dalle truppe poste a difesa del Vallo Atlantico, operando dalla seconda linea con fuoco d'appoggio indiretto. A oggi sopravvivono solo due unità.

## Storia

### Sviluppo
La vittoriosa campagna a ovest della primavera 1940 aveva procurato alla Germania nazista un ingente bottino di guerra, comprendente grandi quantità di tutti i mezzi motorizzati francesi: tra questi vi erano anche alcune centinaia di trattori d'artiglieria Lorraine 37L. Per un paio d'anni la gran parte di questi materiali fu lasciato in depositi e magazzini, fino a quando all'inizio del 1942 un ufficiale di stanza a Parigi, il maggiore Alfred Becker, pensò di sfruttare massicciamente i vecchi mezzi per montarvi vari tipi d'artiglierie pesanti e fornire così all'esercito mezzi facili da produrre ma pur sempre efficaci in battaglia. Messo al corrente di simili piani, nel mese di maggio 1942 Adolf Hitler ordinò che su quaranta Lorraine fosse installato un obice pesante da 150 mm per poi inviarli in Nordafrica in aiuto del Deutsches Afrikakorps (DAK).

### Produzione
La fabbricazione iniziò lo stesso maggio 1942: la Alkett si occupò di fornire le sovrastrutture e le armi modificate, poi consegnate a Parigi e lì montate sugli scafi dei quaranta trattori predisposti, sotto la supervisione di Becker. All'inizio di luglio altri settantotto Lorraine furono sottoposti al processo di conversione e il generale Wilhelm Keitel, comandante supremo della Wehrmacht, ne scelse trenta per montarvi obice e casamatta; la conversione avvenne nel corso del mese a Krefeld. In totale furono costruiti novantaquattro esemplari, sebbene non si sappia quando le modifiche ebbero effettivamente fine.

### Impiego operativo
Una parte soltanto degli esemplari prodotti fu portata via nave in Libia: dieci unità andarono al reparto artiglieria della 21. Panzer-Division e undici a quello della 15. Panzerdivision. Una fonte riporta dati differenti: era stato previsto di consegnarne dodici a ognuna delle divisioni corazzate e sei alla 90. leichte Division, ma durante i viaggi in mare tra luglio e agosto alcuni veicoli andarono perduti e solo ventitré giunsero a destinazione. Arrivati troppo tardi per contribuire alla vittoria di el-Gazala, presero parte all'avanzata fino a El Alamein e agli infruttuosi tentativi del generale Rommel di proseguire verso Alessandria d'Egitto. Combatterono poi durante la battaglia di el-Alamein: entro la fine di novembre 1942, però, i Lorraine erano andati distrutti oppure erano stati abbandonati e quindi catturati dall'8ª Armata britannica.
Il resto dei mezzi rimase in Europa e non si hanno notizie di impiego sul fronte orientale né su quello italiano. Il 6 giugno 1944 le forze tedesche in Francia contavano ancora cinquantaquattro semoventi Lorraine tra i loro ranghi.

## Caratteristiche
Esattamente come era avvenuto per altre conversioni di scafi francesi, Becker ritenne la base semovente quasi invariata e progettò una casamatta a cielo aperto, atta a contenere l'armamento, da fissare sul pianale posteriore. Nel complesso il semovente pesava 8,5 tonnellate ed esercitava una pressione al suolo di 0,64 kg/cm² anche a causa degli stretti cingoli. In quanto preposto a operare dalla seconda linea, il mezzo non ebbe corazzature pesanti, né allo scafo furono aggiunte piastre: la sovrastruttura frontale e lo scudo dell'obice erano spessi 10 mm e inclinati a 8° rispetto alla verticale; i fianchi misuravano 9 mm a 12° e il retro, con uguale inclinazione, era dotato di una piastra spessa 7 mm. Lo scafo aveva corazzature da 12 mm sul muso stondato, da 9 mm per fianchi e retro, da 5 mm per il fondo.
Nella casamatta era stato inserito un obice pesante sFH 13/1 da 150 mm lungo 29,6 calibri (L/29,6) risalente alla prima guerra mondiale, modificato per il particolare uso. L'arma aveva un limitato brandeggio manuale di 5° a destra e a sinistra, mentre l'alzo copriva un arco da 0 a +40°: il puntamento avveniva grazie a un mirino telescopico Rblf. 36. La gittata massima del pezzo era pari a 8 620 metri circa; le granate ad alto esplosivo impiegate erano pesanti 40,77 chili ciascuna e raggiungevano una velocità alla volata di 381 m/s. Erano state inoltre prodotte delle granate anticarro nel caso che il veicolo si fosse imbattuto in mezzi avversari: il proiettile a carica cava Gr. 39 H1/A, con un peso di 25 chili e una velocità iniziale di 465 m/s, dalla distanza di 100 metri penetrava una piastra spessa 160 mm inclinata a 30°; da 500 metri perforava 178 mm e da 1 000 metri riusciva a trapassare ancora 167 mm d'acciaio. La sistemazione dell'obice e le dimensioni dei proietti causarono comunque problemi di stivaggio, permettendo il trasporto di otto munizioni soltanto. Non è chiaro se fosse disponibile una mitragliatrice MG 34 da 7,92 mm o se a bordo mancasse qualsiasi arma per la difesa ravvicinata. Le operazioni di sparo evidenziarono presto l'instabilità del sistema d'arma, perciò al lato posteriore della sovrastruttura fu incernierato un grosso vomere che veniva abbassato fino a toccare il suolo per mantenere il veicolo ben saldo.

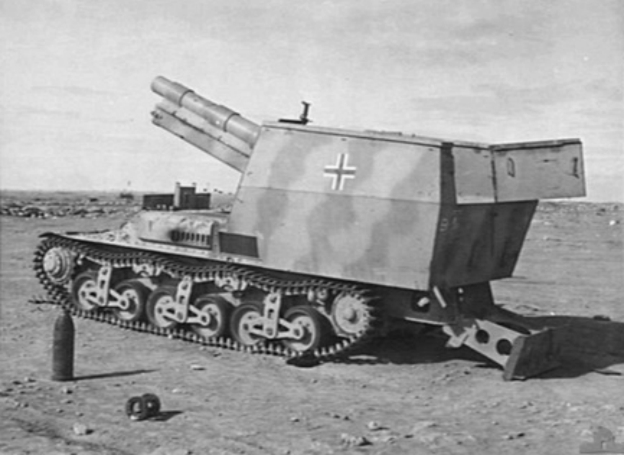
Uno dei Geschützwagen Lorraine catturati dai britannici. È visibile il vomere posteriore, atto a mantenere stabile il mezzo durante il fuoco

L'apparato motore era rimasto quello originale, un Delahaye 103 TT a sei cilindri, raffreddato ad acqua ed erogante 70 hp a 2 800 giri al minuto; era alimentato a benzina e il serbatoio annesso poteva contenerne sino a 111 litri. La trasmissione anteriore meccanica era collegata a un cambio manuale non sincronizzato a cinque marce avanti e una retromarcia; la sterzatura avveniva mediante l'uso di due leve direzionali coadiuvate dall'azione della frizione e del freno, inoltre era presente un differenziale per agevolare la marcia fuoristrada. Il treno di rotolamento contava sei ruote portanti gommate unite due a due a un carrello, una ruota di rinvio posteriore e una motrice anteriore; i rulli tendicingolo erano quattro. Ogni carrello era vincolato a una balestra semiellittica, per un totale di tre inserite negli spazi liberi tra i rulli superiori: quelle posteriori furono rinforzate dai tedeschi per meglio sopportare il peso aggiuntivo dell'armamento. I cingoli non erano stati sostituiti: erano composti da 109 maglie in acciaio con una guida a dente esterna e misuravano 240 mm in larghezza. Non era presente alcun tipo di ammortizzatore. Dell'equipaggio solo il pilota sedeva nello scafo, mentre comandante e serventi rimanevano nella casamatta, esposti dunque al pericolo di attacchi aerei, schegge o imboscate di fanteria. Per le comunicazioni era disponibile una radio FuG Sprf con raggio utile di 3 chilometri a veicolo fermo, con antenna a stilo alta 1,40 oppure 2 metri.
Il mezzo era capace di una velocità massima di 34 km/h su strada in ottime condizioni, mentre su terreni non preparati raggiungeva appena i 13 km/h; l'autonomia, rispettivamente, ammontava a 135 e 88 chilometri. Il semovente poteva superare guadi piuttosto profondi (0,85 metri), trincee larghe fino a 1,80 metri e ostacoli verticali alti 0,56 metri. La luce libera misurava 18/30 centimetri.

## Esemplari esistenti
Oggi è possibile vedere soltanto due veicoli. Uno è in esposizione all'Aberdeen Proving Ground, museo a cielo aperto in Maryland negli Stati Uniti e in buone condizioni; l'altro è invece proprietà del War Museum di el-Alamein. Quest'ultimo non ha più alcune parti della sovrastruttura e il suo stato globale non è dei migliori.